# Népmesegyűjtés
Mai értelemben a népmesegyűjtés alatt azt értjük, amikor valaki tudományos igénnyel (szöveghűség, adatközlő adatai, hely és dátum megjelölése) jegyez le népmesét. A népmesekutatás a néprajztudomány egyik terjedelmes és fejlett ágát képezi, amely gyűjtött anyaga hazánkban is jelentős.

## Története
Az elmúlt évszázadok alatt a népmesék is, - mint a legtöbb folklórszöveg - szájhagyomány útján terjed vagyis az oralitás a jellemző. Lejegyzésükre már az ókorból találunk példákat, de ezeket még nem tekinthetjük tudományos értelemben vett mesegyűjteménynek.
Az első tudatosan összeállított népmesegyűjtés, mely kiadásra került, s a népies stílust is igyekezett megtartani a Grimm fivérek nevéhez fűződik. 1812-ben jelent meg az első gyűjteményük a "Kinder- und Hausmärchen", ami Európa szerte nagy hatással volt a későbbi kutatásokra, habár későbbiekben a Grimm fivérek eltértek a szöveghűség elvétől és aktualizálták lejegyzett meséiket. Közvetlenül ezt követően látott mesegyűjtéshez Gaal György is, aki a magyar meséket még német nyelven közölte. A 19. sz. derekán magyar nyelven közölt meséket Erdélyi János, Kriza János és Ipolyi Arnold is, de ebben az időben még hiányzott az igény a szövegek tudományos igényű közlésére.
A tudományos igényű népmesegyűjtés igazából nem csupán a mesék lejegyzését és közlését jelenti, hanem rendszerezését és elemzését is. Ehhez viszont szükség van népmese katalógusra. Erre nemzetközileg elfogadott rendszert dolgozott ki  Antti Aarne és Stith Thompson. Első változatát 1910-ben tette közzé a finn Antti Aarne, amit később az amerikai Stith Thompson fejlesztett tovább. Később még más népmese katalógusokat is összeállítottak, de leginkább ennek az 1961-es változatát használják a mesék besorolásakor napjainkban is Aa-Th jelzéssel. Vladimir Propp 1928-ban pedig morfológiai elemzési módszert tett közzé a mesékre.
A 20. századi gyűjtésekre nem csupán az elméleti háttér fejlődése gyakorolt hatást, hanem a technika fejlődése is. A hangrögzítő eszközök tökéletesedése lehetővé tette a mesék pontos lejegyzését. Ennek következtében olyan mesegyűjtemények jelentek meg, melyekben még a mesélő nyelvbotlásai is lejegyzésre kerültek. A hangsúly a tartalomról a szöveg felé tolódott el. Egy-egy meseszöveget nyelvjárási jellegzetességei tettek értékessé a kutatók számára s így a népmesék gyűjtése ösztönzőleg hatott a tájszavak gyűjtésére és vizsgálatára is. Tovább lépve pedig bizonyos nagy tudású mesemondók repertoárjának elemzésére is sor került.

## Magyar népmesegyűjtés
A magyar mesék rendszerezésében európai szinten is úttörő munkát folytatott Berze Nagy János. Az egyéniségkutatás terén Ortutay Gyula munkássága kiemelkedő. Az 1930-as években az alkotás lélektani vonásokat hangsúlyozva nemzetközileg elismert iskolát teremtett (budapesti iskola). Az erdélyi Nagy Olga elméleti munkássága is jelentős.

## A népmesegyűjtés jelentősége
A mesemondás mint tevékenység fontos társadalmi szerepet töltött be az egyén szocializációjában. Tehát a népmese nem csak szórakoztat, hanem nevel, oktat. De bizonyos esetekben szelepként is funkcionált. Oldotta a társadalmi feszültségeket. Mivel mára gyakorlatilag megszűntek a népi mesélésre jellemző szájhagyomány útján történő mesélési alkalmak a mesék lejegyzése és az utókornak való átmentése nagyon fontos feladat. Ugyanakkor egy olyan gondolkodásrendszert őriznek, ami egy adott kor társadalmi lenyomatát képezi.

## Hatása az irodalomra és a nemzeti kultúrára
Magyarországon a mesegyűjtésnek nagy hatása volt az irodalomra. Hozzájárult a gyermekirodalom felvirágzásához. Közvetve pedig a realista irodalom parasztábrázolásának formálódásához (Móricz Zsigmond).
Móriczon kívül a népmesék gyűjtésével több más író is foglalkozott, irodalmi munkásságukhoz forrást láttak benne. Nevesebb személyiségek: Benedek Elek, Kriza János, Arany László, Móra Ferenc, Illyés Gyula stb.
Ezen túlmenően a jellegzetesen magyarnak tartott motívumok (fehérló) szépirodalmi beágyazásával gazdagodott kultúránk.